# إغناثيو نوي
إغناثيو نوي (بالإسبانية: Ignacio Noé)‏ هو رسام أرجنتيني، ولد في 27 يناير 1965 في بوينس آيرس في الأرجنتين.

## وصلات خارجية
- الموقع الرسمي